# Giuseppe Giangrande
Giuseppe Giangrande (* 1926; † 12. Juni 2013) war ein italienischer Altphilologe.

## Leben
Giangrande wuchs in Pisa auf und absolvierte dort ein Studium der Klassischen Philologie. Daran schloss er ein Promotionsstudium am King’s College, Cambridge, an und blieb dort im Anschluss als Fellow (1955–1966). 1966 wurde Giangrande Professor für Classics am Birkbeck College der University of London. 1987 wechselte er in gleicher Funktion an das King’s College London, wo er bis zu seiner Emeritierung 1992 lehrte.
Giangrande war hoch sprachbegabt. Neben den beiden Alten Sprachen sprach und schrieb Giangrande fließend beziehungsweise druckreif nicht nur in italienischer und englischer, sondern auch in spanischer, deutscher und französischer Sprache.
Giangrande gab mit dem Byzantinisten und Professor of Classics and Ancient History am Birkbeck College Robert Browning die Classical and Byzantine monographs (A. M. Hakkert, Amsterdam 1973ff.) und das Museum Philologum Londiniense (A. M. Hakkert, Amsterdam 1975–1987; Bd. 2 enthält eine Special Papyrological Number), dieses später auch mit seiner Assistentin Heather White, und dann zunächst allein, später wiederum mit Heather White, die Corolla Londiniensis (J. C. Gieben, Amsterdam 1981–1990) heraus, von der einige Bände zugleich in der von Giangrande herausgegebenen Reihe London Studies in Classical Philology (E. J. Brill, Leiden 1981–1990) erschienen.
Giangrande verstand seinen Lehrstuhl als Classics Research Centre. Zahlreiche postgraduierte Studenten vor allem aus Großbritannien, Italien und Griechenland kamen als visiting students oder zur Anfertigung ihrer Qualifikationsarbeiten. Die von Giangrande begründeten Publikationsorgane dienten sowohl diesen Postgraduierten als auch mit Giangrande vernetzten Gelehrten aus ganz Europa.
Giangrandes Asche ist in der Familienkapelle in Roccasecca, Latium, beigesetzt.
Giangrande war verheiratet und hatte zwei Kinder. Er wohnte mit seiner Familie in Little Hadham, Hertfordshire.

## Forschungsschwerpunkte
In seinen frühen Jahren arbeitete Giangrande zunächst zu dem Neuplatoniker Eunapios von Sardes, von dessen Sophistenbiographien er eine kritische Edition vorlegte. Später widmete er sich insbesondere der hellenistischen und römischen Literatur und ihrer arte allusiva, ohne die übrigen Gebiete der griechischen Literatur aus den Augen zu verlieren. Giangrandes Arbeitsweise lässt sich am besten mit den Begriffen der Mikrophilologie und der Konjekturalkritik charakterisieren. Die genaue Beobachtung des historischen Sprachgebrauchs eines Autors (Giangrande zitiert den Begriff häufig auf Deutsch) bietet das Kriterium für die Textkonstitution.

## Schriften (Auswahl)
Kleine Schriften und Monographien
- Scripta minora Alexandrina. A. M. Hakkert, Amsterdam, 4 Bde., I: 1980, II: 1981, III: 1984, IV: 1985 (Classical and Byzantine monographs, vol. 7–8. 10–11). – Nachdruck der Kleinen Schriften Giangrandes zur alexandrinischen Literatur
- L’humour des Alexandrins. A. M. Hakkert, Amsterdam 1975 (Classical and Byzantine monographs, vol. 2).
- Zu Sprachgebrauch, Technik und Text des Apollonios Rhodios. A. M. Hakkert, Amsterdam 1973 (Classical and Byzantine monographs, vol. 1).

Texteditionen und Übersetzungen
- Eunapii Vitae Sophistarum. Ioseph Giangrande recensuit. Istituto Poligrafico dello Stato, Rom 1956. – Rez. von Hans Gerstinger, in: Gnomon 30, 1958, S. 105–108, (online).
- Plutarco, Narrazioni d’amore. Introduzione, traduzione e commento a cura di Giuseppe Giangrande. M. D’Auria Editore, Neapel 1991, ISBN 88-7092-079-8.

Herausgeberschaften
- mit Italo Gallo, Antonio Garzya, Mario Manfredini (Hrsg.): Sulla tradizione manoscritta dei “Moralia” di Plutarco: Atti del Convegno salernitano del 4–5 dicembre 1986. Pietro Laveglia Editore, Salerno 1988 (Università degli studi di Salerno, Quaderni del Dipartimento di scienze dell’antichità, Bd. 2).
- mit Heather White (Hrsg.): Corolla Londiniensis. J. C. Gieben, Amsterdam 1981–1990. – Rez. des ersten Bandes von Herman Van Looy, in: Revue belge de philologie et d’histoire 61, 1983, S. 205–207, (online); Georges Nachtergael, in: L’Antiquité Classique 52, 1983, 357–358, (online).
- (Hrsg.): London Studies in Classical Philology. E. J. Brill, Leiden 1981–1990.
- (Hrsg., mit Robert Browning): Museum Philologum Londiniense. A. M. Hakkert, Amsterdam 1975–1987. – Rez. von Georges Nachtergael, in: L’Antiquité Classique 54, 1985, 372–374, (online) (Band IV–V); 57, 1988, S. 635–636, (online) (Band VI–VIII); enthalten jeweils ein Inhaltsverzeichnis.
- (Hrsg., mit Robert Browning): Classical and Byzantine monographs (A. M. Hakkert, Amsterdam 1973ff.)

Artikel
- Sobre el texto y la lengua de Eurípides. In: Habis 41, 2010, S. 85–94, (online) (PDF; 352 kB).
- Il metodo storico nella critica testuale. In: Habis 39, 2008, S. 397–408, (online) (PDF; 1,1 MB).
- La couronne enflammée de Médée : A. P. 11.411. In: Habis 37, 2006, S. 191–192, (online) (PDF; 659 kB).
- Las dos fuentes en las laminillas órficas. In: Minerva: Revista de filología clásica 9, 1995, S. 53–56.
- The final line in Callimachus’ Hymn to Apollo. In: Habis 23, 1992, S. 53–62, (online) (PDF; 555 kB).
- On the Text of the Anacreontea. In: Quaderni Urbinati di Cultura Classica 19, 1975, S. 177–210.
- Theocritus and Priapus’ Ears. In: Classical Quarterly 21, 1971, S. 424.
- Sympotic Literature and Epigram. In: L’épigramme grecque. Sept exposés suivis de discussions, Vandoeuvres–Genève, 28 août–3 septembre 1967. Fondation Hardt pour l’étude de l’Antiquité classique, Vandœuvres-Genève 1968 (Entretiens sur l’antiquité classique, t. 14), S. 91–177. – Rez. von D. A. Campbell, in: Classical Review 22, 1972, S. 59–61, (online).
- Emendation einer Horazischen Korruptel. In: Rheinisches Museum für Philologie 111, 1968, S. 55–58, (online) (PDF; 846 kB).
- Arte allusiva and Alexandrian Epic Poetry. In: Classical Quarterly 17, 1967, S. 85–97.
- Hellenistische Konjekturen. In: Rheinisches Museum für Philologie 110, 1967, S. 151–157, (online) (PDF; 1,5 MB).
- Zwei Kallimacheische Probleme. In: Hermes 94, 1966, S. 425–429, (online).
- Konjekturen zur Anthologia Palatina. In: Rheinisches Museum für Philologie 106, 1963, S. 255–263, (online) (PDF; 1,7 MB).
- The Origin of Attic Comedy. In: Eranos 61, 1963, S. 1–24.
- Caratteri stilistici delle Vitae Sophistarum di Eunapio. In: Bollettino dei Classici n.s. fasc. 4, 1956.
- Palinodie congetturali ed interpretazioni eunapiane. In: Bollettino dei Classici n.s. fasc. 4, 1956.
- Osservazioni sopra il testo delle Vitae sophistarum di Eunapio. In: Bollettino dei Classici n.s. fasc. 3, 1954.